# Paul Derrez
Paul Derrez (Sittard, 20 februari 1950) is een Nederlands beeldend kunstenaar die actief is als sieraadontwerper, galeriehouder en verzamelaar. Daarnaast was hij docent in het kunstonderwijs, auteur en grondlegger en bestuurslid van de Vereniging van Edelsmeden en Sieraadontwerpers.

## Leven
De ouders van Derrez hadden een juwelierszaak in Sittard. Derrez genoot zijn opleiding aan de Academie voor Industriële Vormgeving te Eindhoven (1968-1970), de Academie voor Expressie door Woord en Gebaar te Utrecht (1970-1972) en behaalde een diploma aan de Vakschool Schoonhoven (1972-1975), met de verwachting dat hij de zaak in Sittard zou overnemen. Maar sinds een stage bij Galerie Sieraad in Amsterdam woont Derrez daar permanent.
In 1975 vestigde Derrez zich als zelfstandig edelsmid in het souterrain van zijn woonhuis aan de Lange Leidsedwarsstraat. Bekende werken van zijn hand uit deze periode zijn de wisselring en de wisselarmband. Beide ontwerpen bestaan uit een zilveren beugel waarin telkens een ander plaatje acrylaat geklemd kan worden. In 1976 richtte Derrez Galerie Ra te Amsterdam op, een jaar na de sluiting van Galerie Sieraad. In Galerie Ra (genoemd naar de Egytische zonnegod) wordt werk getoond van Nederlandse en vanaf 1978 ook buitenlandse edelsmeden, sieraadontwerpers en vormgevers. In 1985 begon Derrez te werken met kurk, waarvan hij halssieraden maakte, maar ook schalen en andere gebruiksvoorwerpen. In 1986 werd een tentoonstelling gehouden in Sittard uit de sieraadverzameling van Derrez en Willem Hoogstede die toen tien jaar bestond.
De eerste sieraden van Derrez hebben een sekse-neutraal karakter en het werk kenmerkt zich door heldere vormen en het gebruik van zilver en acrylaat. Halverwege de jaren ’90 krijgen zijn sieraden een homo-erotisch karakter. De serie Risky business bestaat uit sieraden die verwijzen naar onder meer leerbars.
Derrez vindt dat sieraden er niet zijn ter vervolmaking van de harmonie, maar vindt het spannender wanneer ze ook verwijzen naar de discrepantie en de ruwheid in de maatschappij. Toen Derrez voor een modeshow in 1993 werd gevraagd mannensieraden te maken liet hij zich als zelfbewuste homo inspireren door subculturen, fetisjisme en speeltjes voor volwassenen. Zelf draagt hij deze sieraden Tools and toys graag. De materialen die Derrez in deze serie heeft toegepast zijn afkomstig uit de nalatenschap van Françoise van den Bosch en daarom wordt de serie ook wel als adellijk aluminium aangeduid. Derrez was in 2000 drie maanden artist in residence in de Objects-studio’s in Sydney Sinds ongeveer die tijd maakte Derrez naast sieraden ook zilverwerk: lepels, kommen, kannen en dozen met soms een humoristisch of provocerend karakter, zoals de Conversation bowl.
In 2005 maakte Derrez de Condoommonstrans en wilde deze tonen op een tentoonstelling in het Poolse Legnica. Om het evenement niet op te blazen heeft hij zijn inzending teruggetrokken. Het object is nu opgenomen in de collectie Kerkkritisch materiaal van het Museum Catharijneconvent. Een drietal sieraden van Derrez' hand is door Marjan Unger en Gerard Unger samen met honderden andere sieraden van diverse Nederlandse ontwerpers in 2009 geschonken aan het Rijksmuseum Amsterdam.
Vanaf 2012 paste Derrez in sieraden en vaatwerk zogenaamde confetti toe: stippen van transparant acrylaat in verschillende vaak felle of fluorescerende kleuren. Ook monumentaal heeft hij deze confetti toegepast; in het CODA en aan de gevel van zijn galerie. In 2013-2014 was er in CODA een tentoonstelling van de sieradenverzameling van Derrez en Hoogstede, getiteld Dare to wear, sieraden uit de collectie Paul Derrez / Willem Hoogstede. De expositie toonde werk van onder meer Hans Appenzeller, Gijs Bakker, Peggy Bannenberg, Nicolaas van Beek, David Bielander, Onno Boekhoudt, Françoise van den Bosch, Joke Brakman, Mecky van den Brink, Caroline Broadhead, Kim Buck, Peter Chang, Pierre Degen, Paul Derrez, Gésine Hackenberg, Petra Hartman, Maria Hees, Marion Herbst, Herman Hermsen, Susanna Heron, Rian de Jong, Beppe Kessler, Maria van Kesteren, Susanne Klemm, Esther Knobel, Daniel Kruger, Otto Künzli, Emmy van Leersum, Nel Linssen, Lous Martin, Floor Mommersteeg, François Morellet, Karel Niehorster, Frans van Nieuwenborg, Bruno Ninaber van Eyben, Ted Noten, Noon Passama, Ruudt Peters, Annelies Planteydt, Katja Prins, Lucy Sarneel, Marga Staartjes, Thea Tolsma, Charlotte van der Waals, Martijn Wegman, Lam de Wolf, Janke Yff en een paar vervaardigers van wie de naam niet bekend is. Op 1 november 2015 opende een expositie met circa 100 werken ter gelegenheid van het 40-jarig jubileum van Derrez als sieraadontwerper in CODA te Apeldoorn. Ter gelegenheid van het jubileum verscheen een monografie.
In 2006 trad Derrez in het huwelijk met Willem Hoogstede.

## Functies
Derrez was bestuurslid (1975-1981) en voorzitter van de Vereniging van Edelsmeden en Sieraadontwerpers. Daarnaast was Derrez docent aan de Rietveld Academie en de Jan van Eyck Academie te Maastricht.

## Documentatie
Het archief van Galerie Ra uit de periode 1976-2004 is overgedragen aan het RKD-Nederlands Instituut voor Kunstgeschiedenis en beslaat 7 meter. Verzamelaar en fotograaf Claartje Keur legde Derrez op 16 april 1998 vast in zijn atelier. De foto is twee keer te zien geweest op tentoonstellingen samen met het collier in de verzameling van Keur van de hand van Derrez.

## Tentoonstellingen
Onder meer:
- 1980 - Paul Derrez, winnaar Françoise van den Bosch Prijs, Stedelijk Museum Amsterdam
- 1982 - Visies op sieraden, Stedelijk Museum Amsterdam
- 1986 - Sieraden, Images, Singer Museum, Laren (reizende tentoonstelling)
- 1986 - 10 Jaar Ra, Galerie Ra, Amsterdam
- 1997 - Galerie Biró, München
- 1998 - 'k Zou zo graag een ketting rijgen, Claartje Keur's collectie colliers & haar fotoportretten van de makers, Museum voor Moderne Kunst Arnhem
- 2000 - Het versierde ego, het kunstjuweel in de 20ste eeuw, Koningin Fabiolazaal, Antwerpen
- 2000 - Jewels of Mind and Mentality, Kruithuis, Den Bosch
- 2000 - Op de huid, sieraden uit de collectie, Museum voor Moderne Kunst Arnhem
- 2011 - Paul Derrez, vessels, Galerie Ra, Amsterdam
- 2013 - Dare to wear, sieraden uit de collectie Paul Derrez / Willem Hoogstede, CODA, Apeldoorn
- 2014 - Kettingreacties, sieraden en fotografie van Claartje Keur, CODA, Apeldoorn
- 2015 - Paul Derrez, maker, sieraden & objecten 1975-2015, CODA, Apeldoorn

## Opdrachten
Onder meer:
- 2013 - Confetti, CODA, Apeldoorn[11]

## Prijzen
Onder meer:
- 1980 - Françoise van den Bosch Prijs voor het stimuleren van de belangstelling voor het sieraad in internationaal verband
- 2015 - Herbert Hofmann-Preis[12] voor zijn dot-broches en zijn optimistische bijdrage aan het eigentijdse sieraad.